# Nimmitabel
Nimmitabel – miasto w Australii, w stanie Nowa Południowa Walia.